# 桂管经略使
桂管经略使，755年，设立桂州管内经略使，治桂州，下辖桂州（今广西桂林市）、梧州（今广西梧州市）、贺州（今广西贺州市）、连州（今广东连州市）、柳州（今广西柳州市）、富州（今广西昭平县）、昭州（今广西平乐县）、蒙州（今广西蒙山县）、环州（今广西环江毛南族自治县）、融州（今广西融水苗族自治县）、古州（今贵州省黎平县）、思唐州（今广西象州县东）、龚州（今广西平南县）、严州（今广西来宾市）、思诚州（今广西大新县）。严州归邕管经略使。764年，废除邕管，归属桂管。770年，恢复邕管，773年，废除桂管，归邕管。785年，恢复桂管。791年，罢招讨使。862年五月，龚州、象州归岭南西道节度使。八月，为观察使。900年九月，改为静江军节度使。

## 历代節度使
- 罗希奭（754年—755年）
- 张光奇（755年—757年）
- 杨谭（760年）
- 邢济（760年—764年）
- 陈少游（766年，未任即改）
- 李良（766年—767年）
- 赵某（768年）
- 黎干（770年）
- 大夫陆某（大历年间）
- 中丞张某（770年—772年）
- 苏澣（772年—773年，代理）
- 李昌巙（773年—781年）
- 卢岳（781年—787年）
- 李佐（787年—788年）
- 畅悦（788年）
- 孙成（788年—789年）
- 裴腆（789年—790年）
- 齐映（791年—792年）
- 王拱（792年—798年）
- 韦武（803年）
- 颜证（804年—808年）
- 中丞李某，或即李杆（809年、810年）
- 房启（813年）
- 马摠（813年）
- 崔咏（813年—816年）
- 裴行立（817年—820年）
- 杜式方（820年—822年）
- 严謩（822年—823年）
- 殷侑（823年—824年）
- 李渤（825年—826年）
- 刘栖楚（827年）
- 萧祐（827年—828年）
- 李谅（830年—831年）
- 裴弘泰（831年）
- 李翱（831年—833年）
- 李从易（833年—835年）
- 韩佽（835年—837年）
- 严謇（837年—839年）
- 冯审（839年—840年）
- 李珏（840年—841年）
- 蒋係（841年—842年）
- 元晦（842年—845年）
- 杨汉公（845年—847年）
- 郑亚（847年—848年）
- 韦瓘（848年）
- 张鹭（848年—849年）
- 令狐定（849年—852年）
- 张文规（852年—854年）
- 张固（855年—857年）
- 刘潼（858年，未任即追回）
- 陆弘休（858年）
- 郑愚（861年—862年）
- 赵格（862年—863年）
- 严譔（864年—865年）
- 卢匡（865年—866年）
- 李丛（866年—868年）
- 鱼孟威（868年—871年）
- 张丛（872年）
- 张直方（873年—874年）
- 李瓒（875年—876年）
- 张禹谟（876年—878年）
- 李坰（878年—880年）
- 陈可瓌（885年—894年）
- 陈珮（不迟于893年，未任）
- 张濬（894年）
- 周元静（894年—895年）
- 家晟，或作宣晟（895年）
- 刘士政（895年—900年）
- 李琼（900年—909年）

南汉
- 陆昂（917年）

楚
- 马存（908年—911年）
- 张佶（911年—927年）
- 马賨（927年—934年）
- 马希杲（934年—936年）
- 彭彦晖（951年，未到任）
- 何敬真（953年）